# Lantanophaga aestuosa
Lantanophaga aestuosa är en fjärilsart som beskrevs av Edward Meyrick 1916. Lantanophaga aestuosa ingår i släktet Lantanophaga och familjen fjädermott. Inga underarter finns listade i Catalogue of Life.